# Albertsons
Albertsons est une entreprise américaine de grande distribution qui opère des supermarchés dans l’Ouest des États-Unis.

## Histoire
En 1999, Albertsons acquiert pour 11,7 milliards de dollars American Stores Company, entreprise de 120 000 employés qui inclut les marques de grandes distributions ACME, Lucky, Jewel, Jewel-Osco et les pharmacies Osco Drug et Sav-on Drugs. Par cette acquisition, il devient l'une des plus grandes entreprises de distribution des États-Unis, avec 2 470 magasins, alors qu'avant cette opération, il n'en avait que 916,.
En mars 2004, Albertsons acquiert pour 2,5 milliards de dollars les magasins Shaw's Supermarkets et Star Market, regroupant 200 magasins, à Sainsbury's.
En 2006, un consortium composé de SuperValu, CVS et Cerberus se partagea le groupe dans une transaction de 9,7 milliards de dollars. CVS acquit par cette transaction la branche gérant les pharmacies d'Albertsons, alors que SuperValu et Cerberus se partage le reste du groupe/ 661 magasins classés comme en difficulté sont repris par Cerberus et par Kimco Realty Corporation et sont regroupés dans la filiale Albertson's LLC et 1124 magasins sont repris par SuperValu regroupé dans sa filiale, New Albertsons. À la suite de cette transaction, Cerberus et Albertson's LLC annonce la fermeture de 100 de leurs magasins. Entre 2006 et 2013, Albertson's LLC et New Albertsons effectue un certain nombre de petites opérations de ventes ou de fermetures de magasins.
En janvier 2013, Cerberus, acquiert pour 3,3 milliards de reprises de dettes, New Albertsons, qui intègre les magasins Albertsons, ainsi que les magasins ACME, Jewel-Osco, Shaw's et Star Market, qu'avait acquis SuperValu durant l'opération de 2006. Le tout représente 877 magasins, laissant à SuperValu 1 950 magasins,,.
En septembre 2013, Albertsons, toujours contrôlé par Cerberus, acquiert United Supermarkets, pour 385 millions de dollars, entreprise présent au Texas avec 60 magasins et 10 000 employés.
En mars 2014, Albertsons acquiert Safeway pour 9,2 milliards de dollars, créant un ensemble ayant 250 000 employés, avec 630 magasins venant d'Albertsons et 1 332 magasins venant de Safeway,,. Albertsons est contraint par les autorités de la concurrence dans le cadre de cette opération de vendre en décembre 2014, 168 magasins à Haggen Company. La transaction est réalisée de manière complète en janvier 2015.
En septembre 2015, Cerberus annonce son intention d'introduire en bourse Albertsons.
En novembre 2016, Albertsons annonce l'acquisition de Price Chopper, qui possède environ 130 magasins dans la Nouvelle-Angleterre pour environ 1 milliard de dollars.
En septembre 2017, Albertsons annonce l'acquisition de Plated, une entreprise américaine spécialisée dans la livraison d'ingrédients frais accompagnés de recettes.
En février 2018, Albertsons annonce l'acquisition de Rite Aid par échange d'action, entreprise qui possède alors environ 2 500 pharmacies. Albertsons gère au même moment 1 800 pharmacies en plus de ses 2 300 supermarchés. Dans cette opération, Albertsons annonce vouloir passer ses pharmacies sous la marque Rite Aid, ce qui créerait un nouvel ensemble regroupant environ 4 350 pharmacies. En août 2018, Albertsons et Rite Aid annoncent l'abandon de l'opération d'acquisition.
En octobre 2022, Kroger annonce l'acquisition d'Albertsons, pour 25 milliards de dollars, créant un groupe de près de 5 000 magasins. En décembre 2024, cette dernière acquisition est rejetée lors de recours judicaires lancés par les autorités américaines.